# René Mandel

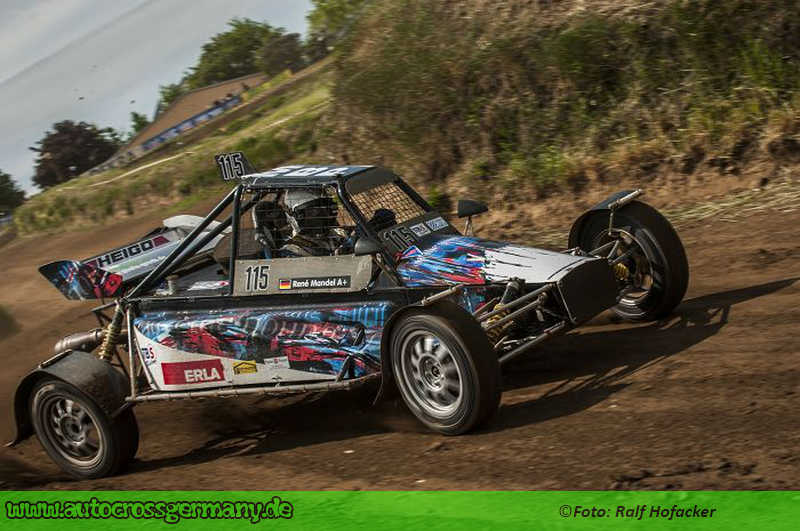
René Mandel, 2014

René Mandel (* 26. September 1991 in Aschaffenburg, Bayern) ist ein deutscher Rennfahrer. Bei seiner ersten Teilnahme zur Autocross-Europameisterschaft 2014 fuhr er mit 22 Jahren seinen ersten internationalen Titel, FIA European Autocross Champion 2014 Buggy 1600, ein.

## Karriere
Im Alter von knapp vier Jahren fuhr Mandel auf der Kartbahn Vogelsbergring in Wittgenborn im Bambini-Kart 60 cm³, später im Rennkart 100 cm³. Unterstützt wurde er durch seinen Großvater Hans Mandel (dreifacher Deutscher Autocross Meister) und seinen Vater Martin Mandel (vierfacher Deutscher Autocross Meister). René Mandel erwarb sich das technische Fachwissen als Rennmechaniker seines Großvaters, dem Hill-Climber Herbert Stenger in den Bereichen Hill Climb, Rundstrecke und Rallycross. 
Im Jahr 2007 fuhr er erstmals die komplette Deutsche Junioren-Meisterschaft und gewann den Titel DMSj Junioren Autocross Meister in einem Cross-Kart. Im Jahr 2013 startete er zu ausgesuchten Rennen beim European Autocross Championship. Im Jahr 2014 wurde er FIA European Autocross Champion Buggy 1600.

## Erfolge
- 2007 DMSj Deutscher Junioren Autocross Meister
- 2010 DMSB Deutscher Autocross Meister für Spezialcross-Fahrzeuge
- 2014 FIA European Autocross Champion Buggy 1600[1]